# Johann Carl Conrad Schall
Johann Carl Conrad Schall (auch: Johann Karl Konrad Schall, J. C. Schall, geb. 3. April 1805; gest. 2. März 1885 in Berlin) war ein deutscher Fotograf, Maler, Lithograph, Zeichenlehrer und Kunstverleger in Berlin. Er war unter den ersten Berufs-Daguerreotypisten Berlins und Gründer des ersten ortsfesten Fotoateliers in Berlin.

## Lebensweg
Der im Jahr 1805 als Sohn des Porzellanmalers Johann Friedrich Schall geborene Johann Carl Conrad Schall erlernte das Lithographen-Handwerk. Er befasste sich eingehend mit Malerei und malte vor allem Porträts. Im Jahr 1828 war Schall Schüler der Berliner Akademie. Schall eröffnete im Mai 1842 in Berlin ein „Öffentliches Conterfei-Atelier“ in der Zimmerstraße 41, in dem er Porträt-Daguerreotypien aufnahm. Dabei dürfte es sich um das erste Fotoatelier in Berlin überhaupt gehandelt haben. Die früheste auffindbare Zeitungsanzeige, mit der Schall für sein Foto-Atelier warb, erschien in der Vossischen Zeitung Nr. 189 vom 16. August 1842. Schall ließ seine erste Werkstätte zum Glashaus umbauen. Anfang Juni 1844 eröffnete J. C. Schall ein neues, selbst gebautes und vornehm eingerichtetes Atelier in der Lindenstraße 48, nahe der Jerusalemkirche.
J. C. Schall verfolgte aufmerksam die neuen Entwicklungen in der noch jungen Fotografie. Bereits 1842 wurden seine Daguerreotypien mit Gold getont. Im April 1843 bot Schall kolorierte Daguerreotypien an. Auf sein Verfahren, Buntbilder mit Silber- und Goldton herzustellen, erhielt Schall am 4. Juli 1851 ein preußisches Patent. Anfang Juni 1844 ließ Schall ein neues Atelier in Berlin in der Lindenstraße 48 erbauen. Schall erfand 1853 einen Expositionsmesser; ein Verfahren, mit dem man eine geeignete Belichtungszeit (Expositionsdauer) für Fotografien anhand der Zeitspanne bis zum Auftreten eines bestimmten Grautones auf Chlorsilberpapier ermitteln konnte.
Johann Carl Conrad Schalls Bruder G. F. Schall war beruflich zunächst als Stickmustervorleger tätig und daher viel auf Reisen. Die Daguerreotypie, die er wahrscheinlich bei seinem Bruder Johann Carl Schall in Berlin erlernt hatte, übte er nur nebenbei aus. Er hat vermutlich von Mitte September bis Mitte Oktober 1842, insbesondere während der Herbstmesse, in Leipzig gearbeitet. Im Herbst 1843 eröffnete G. F. Schall in Berlin sein eigenes Atelier in der Leipziger Straße 33. Später schlossen sich die beiden Brüder Schall in einer gemeinsamen Foto-Firma zusammen. G. F. Schall betrieb Studios in der Alten Jakobstraße 76 und 96, in den Jahren 1849 und 1850 in der Alten Jakobstraße 51, in den Jahren 1850 bis 1853 in der Junkerstraße 7. Ab 1853 ist kein Fotoatelier unter dem Namen Schall mehr nachweisbar.
Schon ab etwa 1846 zog sich Johann Carl Schall langsam aus der Daguerreotypie zurück und widmete sich wieder stärker seinem früheren Beruf, indem er eine Lithographie-Anstalt eröffnete. Er arbeitete häufiger nach dem Maler Franz Krüger (genannt: Pferde-Krüger; 1797–1857).
Allmählich löste die Negativ-Fotografie die Daguerreotypie ab. Um das Jahr 1860 wurden in Berlin die letzten Daguerreotypien angefertigt.
Seine lithographische Anstalt, sein Kunsthandel und seine Gemälde, in denen Johann Carl Conrad Schall jetzt bevorzugt geschichtliche Szenen darstellte, brachten ihm keine großen Einkünfte. Der früher wohlhabende Johann Carl Schall starb ziemlich verarmt am 2. März 1885 als knapp 80-Jähriger in seiner Wohnung am Enckeplatz 3.

## Lithographien und Fotografien
- „Die Auferstehung des alten Bunts-Tags“. Eine Frankfurter Komödie, gespielt im Jahre 1850, in II Abtheilungen; Gezeichnet und lithographiert von Schall; Druck von Riemer. In: Library of Congress, (Digitalisat)

- Portrait of Dr Karl Asmund Rudolphi, Museum number: 1954,1103.426.25. Veröffentlicht durch: Gebrüder Gropius. Gedruckt von: Winckelmann und Söhne. Nach: H. Löwenstein. Print made by: J. C. Schall. In: The British Museum, (Digitalisat)

- „Herzliche Begrüßung von preußischem König Friedrich Wilhelm IV. und Reichsverweser Erzherzog Johann von Österreich“. Dombaufest 1848. Reichsverweser Johann König Friedrich Wilhelm IV. Lithographie von J. C. Schall, um 1848, (Digitalisat)

- Lithographie von Emilie Heins, (Digitalisat)

- Porträt von Universitätsprofessor Carl Sigismund Kunth, Lithographie von J. C. Schall nach einer Zeichnung von Adolph Rinck, etwa 1825, (Digitalisat)

- Halbporträt einer älteren Frau [Fotografie; Daguerreotypie]. Identifizierung: S_WUP_8022, Sammlung »S«, Wuppertal, In: daguerreobase.org, (Digitalisat)